# الصعود إلى جبل اللا احتمال
الصعود إلى جبل اللا احتمال هو كتاب أدبي علمي لريتشارد دوكينز. يتحدث الكتاب عن الاحتمال وكيف ينطبق على نظرية التطور. الكتاب مصمم لدحض ادعاءات الخلقيين عن احتمالية الآليات الطبيعية مثل الانتخاب الطبيعي.
كيف يمكن لشيء غاية في التعقيد مثل العين البشرية أن يكون نتاجا للصدفة؟ في هذا الكتاب يبني ريتشارد دوكينز حجة قوية ودقيقة عن التأقلم التطوري كالقوة وراء كل الحياة على سطح الأرض. يمثل مجاز «جبل اللا احتمال» خليط المثالية والاحتمالية التي نجدها تبدة «مصممة» في تعقيد كل الكائنات الحية. وعلى الرغم من أنها تقود شريط الحمض النووي الريبوزي منقوص الأكسجين (DNA) –جزيء الحياة- إلا أنه مسئول عن مصيره الخاص في الرحلات اللا منتهية على مر الزمن. 
الكتاب هو الأخير في سلسلة الكتب لريتشارد دوكينز التي يتحدث فيها عن الجينات وأنها أسياد الطبيعة الحقيقية. يعطى دوكينز مثالا ممثلا في ذكر العناكب الذي يسعى لإغواء العنكبوت من خلال توصيل شبكته بشبكتها والتحرك المستمر. أحيانا تتفوق الرغبة الجنسية لدى العنكبوت (الأنثى) على رغبتها في أكل شيء ما مما يجعلها ترضخ لإغراءات العنكب (الذكر). إلا أنه أحيانا تختفي الرغبة الجنسية سريعا لتعود الرغبة في الطعام ثانية مبكرا، لينتهي العنكب (الذكر) غذاء للعنكبوت بعد الجنس. إلا أن دوكينز يؤكد أنه لا مشكلة لأن «الجينات انتقلت الآن بسلام واستقرت داخل جسد الأنثى».
المعاملة المجازية الرئيسية هو المشهد الجغرافي الذي يصعد عليه التطور تدريجيا ولا يمكنه تسلق المنحدرات (فيما يُعرف باسم المشاهد التكيفية). في الكتاب، يعطي دوكينز أفكارا عن آلية تبدو معقدة والتي تتكون من عدة خطوات تدريجية والتي لم يكن في مقدورنا ملاحظتها سابقا.
يمكننا القول أن الفكرة الرئيسية للكتاب هو شرح كيف أن بعض التغيرات الطفيفة يمكن أن تؤدي إلى كائنات شديدة التعقيد على فترة طويلة من الزمن. الكتاب هو رد على فكرة أن الحياة أكثر تعقيدا وأكثر مثالية من أن تكون نتاجا للصدفة، وأنه لا بد من أنها ناتجة عن مصمم ذكي. يوضح دوكينز كيف أن الحياة ليست مثالية ولكنها تطورت لتوفي بأغراض معينة وكيف حدث ذلك مع الوقت. 
ظهر الكتاب في محاضرات المؤسسة الملكية السنوية في أعياد الميلاد، والتي حاضر فيها دوكينز في 1991. شرحت زوجته لالا وارد الكتاب الذي أهداه إلى روبيرت ونستون «الطبيب الجيد والرجل الجيد».

## روابط خارجية
- الصعود إلى جبل اللا احتمال على موقع الموسوعة البريطانية (الإنجليزية)